# Processo de contato
O processo de contato é um processo industrial químico para a produção de ácido sulfúrico usando um catalisador fixo como por exemplo compostos de vanádio. O processo foi inventado pelo comerciante de vinagre britânico Peregrine Phillips e patenteado em 1831.

## Etapas do processo de contato
Numa primeira etapa deste processo, queima-se o enxofre (S) ao ar (O2), produzindo dióxido de enxofre (SO2):
{\displaystyle S(s)+O_{2}(g)\rightarrow \ SO_{2}(g)\;\!}
O excesso de calor de combustão do enxofre é utilizado para produzir o vapor necessário à própria fusão do enxofre e noutros usos de vapor na fábrica. Posteriormente, o dióxido de enxofre produzido é oxidado a trióxido de enxofre (o anidrido sulfúrico) na presença de pentóxido de vanádio (V2O5) como catalisador:
{\displaystyle SO_{2}(g)+1/2O_{2}(g){\xrightarrow[{V_{2}O_{5}}]{\ }}SO_{3}(g)\;\!}
Neste processo, uma mistura de gases secos que contém de 7 a 10% de SO2, segundo a fonte de produção de SO2 (o valor inferior corresponde a plantas que tostam piritas e o superior às que queimam enxofre), e de uns 11 a 14% de O2, se preaquecem e uma vez depurada ao máximo, passa a um conversor de um ou mais leitos catalíticos, por regra geral de platina ou óxido de vanádio (V), onde se forma o SO3, a pressão de operação de 1 a 2 atmosferas. O catalisador típico é constituído de terra diatomácea impregnada com mais de 7% de V2O5. A durabilidade (vida útil) de tal catalisador é da ordem de 5 a 6 anos. Podem ser empregados dois ou mais conversores.
Os rendimentos de conversão do SO2 a SO3 em uma planta em funcionamento normal oscilam entre 96 e 97%, pois a eficácia inicial de 98% se reduz com o passar do tempo. Este efeito de reduções se vê mais destacado nas plantas onde se utilizam piritas de partida com um alto conteúdo de arsênico, assim como antimônio, que não se eliminam totalmente e o pó produzido acompanha os gases que se submetem a catálise, provocando o envenenamento do catalisador e sensível influência sobre o rendimento geral da planta. Por conseguinte, em determinadas ocasiões, o rendimento pode diminuir até alcançar valores próximos a 95%.
A produção do ácido sulfúrico por combustão de enxofre elementar apresenta um melhor balanço energético pois não tem que ajustar-se aos sistemas de purificação tão rígidos obrigatoriamente necessários nas plantas de calcinação de piritas.
No segundo conversor, a temperatura varia entre 500º e 600 °C. Opera-se a conversão na temperatura considerada ideal de 550 °C, onde dá-se o máximo rendimento da oxidação de SO2 a SO3 sem decomposição do SO3. Esta se seleciona para obter uma constante ótima de equilibrio com uma conversão máxima a um custo mínimo. O tempo de residência dos gases no conversor é aproximadamente de 2 a 4 segundos.
Tal temperatura é determinada pelo princípio de Le Chatelier, que indica que baixas temperaturas favoreceriam melhores rendimentos em SO3, mas sob estas condições a reação se processaria demasiado lenta e operando nesta temperatura obtém-se o máximo rendimento em produto a uma velocidade de reação viável economicamente. O mesmo princípio determina que a pressão seja realizado a altas pressões, mas a pressão atmosférica é recomendada pelos mesmo motivos econômicos.
Por fim, o trióxido de enxofre produzido sofre absorção com água (H2O) ou uma solução de ácido sulfúrico, com a formação de ácido sulfúrico concentrado a 98~99%:
{\displaystyle SO_{3}(g)+H_{2}O(g)\rightarrow \ H_{2}SO_{4}(l)\;\!}
Esta absorção é sempre realizada por um sistema de torre de absorção com recheios de cerâmica.
Os gases procedentes da catálise se esfriam a uns 100 °C aproximadamente e atravessam uma torre de oleum, para obter a absorção parcial de SO3. Para o oleum, a torre de aço não precisa ser revestida internamente com substâncias resistentes à corrosão, mas para o ácido a 98,5 a 99%, usam-se torres de aço revestidas de porcelana química.
É de se observar que a reação por dissolução direta total do SO3 em água não é muito viável como processo industrial devido a sua extrema exotermicidade. Formaria-se uma névoa e não um líquido no processo.
Na prática, se procede a tal absorção por absorção do SO3 em concentrações crescentes de H2SO4 em água até que os gases residuais atravessam uma segunda torre, onde o SO3 restante se lava com ácido sulfúrico a 98% de concentração que absorve o SO3 para formar oleum (H2S2O7), que é então diluído com água, formando o ácido sulfúrico final desejado.
{\displaystyle H_{2}SO_{4}(l)+SO_{3}(g)\rightarrow \ H_{2}S_{2}O_{7}(l)\;\!}
Este oleum formado reage então com água, como citado, para formar H2SO4 concentrado.
{\displaystyle H_{2}S_{2}O_{7}(l)+H_{2}O(l)\rightarrow \ 2H_{2}SO_{4}(l)\;\!}
Entre as etapas resfria-se os ácidos de absorção. Por último, os gases não absorvidos se descarregam à atmosfera através de uma chaminé, atualmente com tratamento por dispositivos para eliminar tanto poeiras quanto depurar os gases que afetem o ambiente.